# Chocolade Jacques (merk)

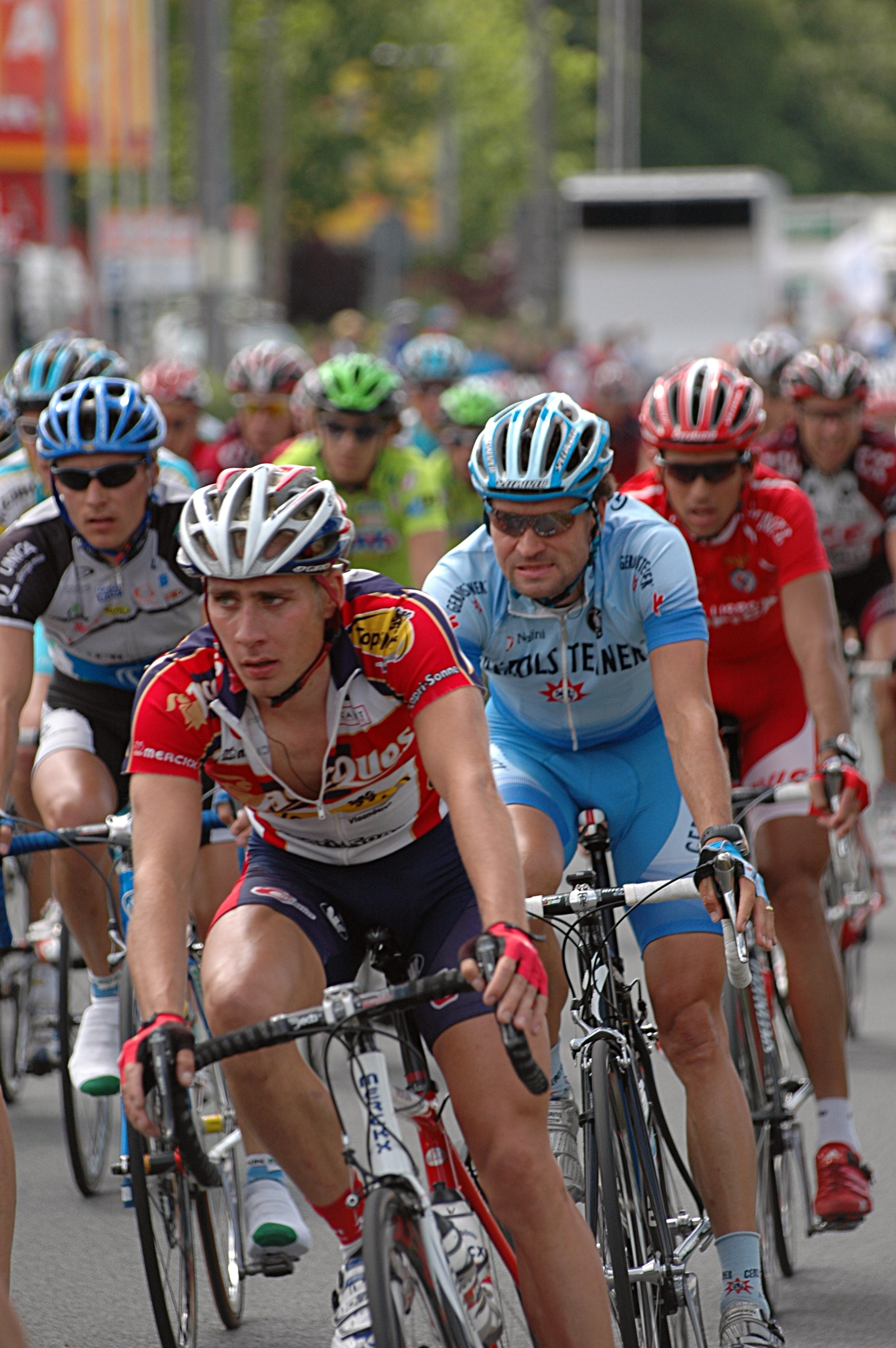
Sven Renders in het tenue van Chocolade Jacques

Chocolade Jacques is een Belgisch chocoladefabrikant gevestigd in Brugge. 

## Geschiedenis
Het bedrijf werd in 1896 opgericht door Antoine Jacques te Verviers. In samenwerking met een plaatselijke chocoladefabrikant stelde hij een veertigtal mensen tewerk in zijn fabriek. In 1920 stichtte hij de NV Jacques Chocolaterie en in 1923 verhuisde de chocoladefabriek naar Eupen. Antoine Jacques verkreeg in 1936 een octrooi op de beroemde chocoladereep. Daarmee claimt het bedrijf de uitvinder van de chocoladereep te zijn.
Op het hoogtepunt halverwege de twintigste eeuw werkten er zo'n 250 mensen voor het bedrijf. In 1982 werd Jacques opgenomen in de Duitse groep Stollwerck-Sprengel. In 1987 werd een nieuwe fabriek in gebruik genomen om te kunnen voldoen aan de stijgende vraag. In 1994 werd deze fabriek uitgebreid, waarmee de infrastructuur in totaal 31.400 m² in beslag nam, en werd er ook het Schokoladenmuseum Jacques bij de fabriek geopend. In 2002 werd de Stollwerck-groep verkocht aan Barry Callebaut, die ze in 2011 verkocht aan Baronie.
In oktober 2018 werd op een bijzondere ondernemingsraad bekendgemaakt dat de fabriek in Eupen in mei 2019 de deuren zou sluiten. Volgens Baronie was de fabriek al sinds 2011 verlieslatend en hebben investeringen dat niet kunnen verhelpen. De vakbonden hoopten echter nog dat er een overnemer kon gevonden worden. Met de aangekondigde sluiting dreigde er een stuk Belgische chocoladegeschiedenis verloren te gaan.

## Trivia
- Jacques heeft jarenlang plaatjesalbums over allerlei onderwerpen uitgegeven, waarvan de plaatjes (chromo's) in de wikkels van de chocoladerepen zaten.
- De firma sponsorde gedurende enkele jaren de gelijknamige wielerploeg, het huidige Topsport Vlaanderen-Baloise.